# دارواش (سرده)
دارواش‌ها (نام علمی: Viscum) یک سرده گیاه نیمه‌انگلی از تیره صندلیان است که برگ دارد و می‌تواند قسمتی از مواد غذایی خود را تولید کند.

## کارکرد انگلی
این گیاه انگل درختان است ولی خسارت زیادی به آن‌ها نمی‌زند و گیاه انگلی خیلی مهمی نیست. بذر آن توسط پرندگانی از قبیل دارکوب در تنه درختان قرار می‌گیرد و جوانه می‌زند یا در مدفوع پرندگانی که قبلاً از این گیاه تغذیه کرده‌اند بر روی درختان می‌نشیند و جوانه می‌زند و رشد می‌کند. این گیاه دارای گل‌های زیبایی است که حتی بعضی مواقع به خاطر گل‌های زیبای آن، آن را از بین نمی‌برند و اجازه رشد آن را روی درخت می‌دهند. این گیاه ریشه خود را درون شاخه‌های سایر درختان فروکرده، شیره خام گیاه را گرفته و سپس شیره خام را به شیره پرورده تبدیل کرده و استفاده می‌کند.

## ریشه‌شناسی
واژهٔ دار به معنی درخت است و دارواش در فارسی، گیلکی، مازندرانی و تالشی به معنی «علف درخت» است.

## نماد
کاهنان و سلت‌ها بر این باور بودند که دارواش عصاره و جانمایهٔ تارانیس (خدای سلت‌ها)، یعنی خورشید و آسمان و تندر را درون خود دارد و هر درختی که دارواش در میان شاخه‌هایش بروید آن درخت مقدس می‌شود. در هنگام انقلاب زمستانی، کاهن اعظم، خرقه‌ای سفیدرنگ می‌پوشد و دارواش‌های مقدس را با داسی طلایی از میان شاخه‌های درخت بلوط می‌چیند. دارواش و میوه‌های ریز آن برای برگزاری مراسم مذهبی و درمانی به کار می‌رفت. کاربرد درمانی دارواش به عنوان پادزهر بسیار از زهرها، افزایش باروری در انسان و جانوران، و حفاظت در برابر نیروهای شیطانی بود. اما اینکار، بدخواهانه بود؛ زیرا دارواش، گیاهی بسیار سمی است.
توضیح افزوده : در سمی بودن و حتی تاکید بر بسیار سمی بودن این گیاه جای تردید وجود دارد .  چون این گیاه عملا در جنگهای شمال ایران قرنها و شاید هزاران سال است که به عنوان خوراک دام بکار میرود و حتی  منبع غذایی حیات وحش است و  میوه آن هم توسط پرندگان به فراوانی خورده میشد و میتوان تخم های چسبناک آن را در پاییز در مدفوع پرندگان به فراوانی یافت . 
همچنین باید گفت که گرچه  دارکوب در  تکثیر این گیاه نقش دارد اما راه تکثیر  متمایز از دیگر پرندگان نیست و  راه اصلی تکثیر این گاه چسبنده بودن دانها های آن است که باعث میشود به سادگی به شاخه های دیگر درختان و یا شاخه های مجاور همین درخت چسبیده و رشد کند .  

## در فرهنگ عامه
در فرهنگ عامه مرسوم است که در زمان کریسمس یکدیگر را در زیر تکه‌ای از این گیاه ببوسند.

## گونه‌ها
- دارواش اروپایی Viscum album